# Abu (Beiname)
Abu ist ein Bestandteil männlicher arabischer Beinamen (arab. كنية kunya) mit der Bedeutung „Vater von“. Das weibliche Gegenstück ist Umm.

## Herkunft und Bedeutung
Abu ist ein Bestandteil eines arabischen Namens und bildet zusammen mit einem anderen Namen einen Beinamen (arab. كنية kunya). Ab heißt „Vater“ im Arabischen (أب ab, im Status constructus: أبو abū ‚Vater von‘) und bezeichnet das Verwandtschaftsverhältnis zum erstgeborenen Sohn eines Mannes. In der arabischen Gesellschaft ist es üblich, einen Mann ab der Geburt des ersten Sohnes (Mädchen werden dabei seltener berücksichtigt) mit „Abu“ gefolgt vom Vornamen ebendieses Sohnes anzusprechen. Diese Anrede wird auch nicht geändert, wenn dieser erste Sohn sterben sollte. Beliebt sind solche Namen auch als Kampfnamen, z. B. Abu Ammar für Jassir Arafat. Er hatte allerdings keinen Sohn namens Ammar. Sein Nachfolger Mahmoud Abbas hat dagegen seinen Beinamen Abu Mazen wegen seines ersten Sohnes.
Auch kann es Bestandteil eines Patronyms sein, d. h. eines Namens, der angibt, wie der Vater des Namensträgers mit Vornamen heißt. Das ist beispielsweise bei ʿAlī ibn Abī Tālib der Fall: Ali ibn Abi Talib bedeutet Ali, der Sohn des Abu Talib, d. h. des Vaters von Talib (ibn Abi Talib), der Alis älterer Bruder war. Der eigentliche Name (ism) des Abu Talib („Vater des Suchenden“) war indes ʿAbd Manāf.
Manchmal drückt das vorangestellte Wort „Abu“ aber auch aus, was ein Mann kann, was er besitzt oder was für ihn – in der Ansicht von Dritten – charakteristisch ist. In diesen Fällen findet das Wort also Verwendung im übertragenen Sinne. So gab der Prophet Mohammed dem obengenannten Ali ibn Abi Talib der Überlieferung zufolge den Namen Abu Turab, „Vater des Staubes“, nachdem er ihn auf dem Boden schlafen sah. Ein anderes Beispiel ist Abdurajik Abubakar Janjalani (Abd al-Raziq Abu Bakr Janjalani), der Namensgeber und Gründer der terroristischen Organisation Abu Sajaf; sein Beiname aus seiner Zeit als Mudschahedin-Kämpfer lautete „Abu Sajaf“, was wörtlich „Vater des Schwertkämpfers“ bedeutet. Das „Abu“ im Sinne von „Besitzer“ wird aber auch für ganz alltägliche Umstände gebraucht, wie z. B. einen Brillenträger: Abū n-naẓẓāra („Vater der Brille“) oder Bartträger: Abū l-liḥya („Vater des Bartes“).

## Bekannte Träger eines Abu-Beinamens
Die nachfolgende Liste benennt Personen, die einer großen Öffentlichkeit mit dem Beinamen Abu als Bestandteil ihres Hauptnamens bekannt sind.
- Abu Abbas (1948–2004), Gründer und Führer der Palästinensischen Befreiungsfront (PLF)
- Abu Abdallah († 1578), dritter Sultan der Saadier in Marokko (1574–1576)
- Abū ʿAmmār, Beiname von Jassir Arafat
- Abū Bakr (573–634), erster der vier „rechtgeleiteten“ Kalifen, der Nachfolger Mohammeds
- Abu Djihat, Beiname von Max von Oppenheim, einem Kölner Orientalisten und Gründer der „Nachrichtenstelle für den Orient“
- Abū Hanīfa (699–767), Gelehrter der islamischen Rechtswissenschaft
- Abu Mazen (* 1935), Beiname von Mahmoud Abbas, zweiter palästinensischer Präsident
- Abū Muslim (700–755), persischer Nationalheld und Widerstandskämpfer
- Abu Nidal (1937–2002), palästinensischer Terrorist und der Gründer der Abu Nidal Organisation
- Abu Nuwas (757–815), erster urbaner Dichter der arabischen Literatur und Hofpoet
- Abu Rakwa (975–1007), Führer eines Aufstandes gegen die Fatimiden in den Jahren 1005–1006
- Abu Salih, armenischer Schriftsteller des späten 12. und frühen 13. Jahrhunderts
- Abū Sufyān ibn Harb († 652), Führer der Banu Umayyah im Stamm der Quraisch und entfernter Verwandter von Mohammed
- Abu Tahir (906–944), zweiter Führer der Qarmaten in al-Hasa und Bahrain (923–944)
- Abu Yahya († 1282), erster Sultan der Abdalwadiden in Algerien (1236–1282)
- Abu Yazid (873–947), Führer der letzten großen Revolte der Charidschiten in Ifriqiya (943–947)
- Abū Yūsuf (729–798), Schüler von Abu Hanifa und Mitbegründer der hanafitischen Rechtsschule des sunnitischen Islam
- Nasr Hamid Abu Zaid (1943–2010), ägyptischer Literaturwissenschaftler und einer der führenden liberalen Theologen des Islam